# Knights of the Desert
Knights of the Desert est un jeu vidéo de type wargame créé par Chuck Kroegel et David Landrey et publié par Strategic Simulations en 1983 sur Apple II, Atari 8-bit, C64 et TRS-80 puis en 1985 sur IBM PC. Le jeu se déroule pendant la Seconde Guerre mondiale et simule la campagne d’Égypte et de Libye de 1941-1943 à un niveau opérationnel,. Le joueur dirige les forces anglaises ou allemandes et peut affronter l'ordinateur ou un autre joueur. Les Anglais tentent de repousser les Allemands au-delà d'El Agheila sans pour autant se couper de leurs bases de ravitaillement alors que les Allemands doivent utiliser leurs puissantes unités blindées pour repousser les Anglais au-delà d'Alexandrie. Pour gagner, les joueurs doivent notamment gérer l'aspect logistique du conflit et notamment l'approvisionnement en carburant, chaque joueur pouvant, au début de son tour, définir les priorités en matière de distribution des stocks. Si les Anglais disposent d’un stock illimité de carburant, ce n’est en effet pas le cas des Allemands qui doivent donc gérer leurs réserves. Ils peuvent en revanche compté sur leurs divisions de Panzers, très puissantes et mobiles. Une partie se joue en douze tour et chaque tour se divise en deux phases : une phase logistique et une phase opérationnelle. Dans la première, les joueurs gèrent le ravitaillement et leur stock de carburant. Dans la seconde, ils définissent les déplacements de leurs unités sachant que le joueur dont ce n’est pas le tour ne peut réagir que de manière limité aux mouvements des troupes adverses.

## Système de jeu
Knights of the Desert est un wargame qui simule, au niveau opérationnel, une période de la guerre du désert de la Seconde Guerre mondiale,. Le jeu oppose les Alliés aux forces de l'Axe, qui tentent de progresser vers l’Est afin de prendre les villes contrôlées par leurs ennemis, dont notamment Tobruk. Il peut opposer deux joueurs ou un joueur et l’ordinateur, qui peut contrôler n’importe lequel des deux camps. Dans le second cas, le joueur peut choisir entre quatre niveaux de difficulté : novice, intermédiaire, historique ou expert. Il peut également choisir le scénario, décider si les positions de départs sont conformes à la réalité historique, ou générées aléatoires, et décider d’inclure ou non deux dépôts d’unités supplémentaire aux forces de l’Axe. Il peut aussi régler le niveau de chaque camp dans différents domaines, dont les combats, le soutien aérien ou les renforts.
Le jeu se déroule au tour par tour, chaque tour étant divisé en plusieurs phases lors desquelles les joueurs peuvent réaliser différentes actions. Chaque action, comme les déplacements ou les combats, nécessite de dépenser des points d’approvisionnement ou d’opération . Dans la première phase, mobilisation, les bases des joueurs sont approvisionnées et reçoivent de nouvelles unités. Ils peuvent alors allouer des points d’approvisionnement ou de remplacement à des unités, dépenser des points d’approvisionnement pour la maintenance, éliminer les unités n’ayant pas assez de provision et déterminer quel joueur aura l’initiative pour le tour suivant. Celui qui l’obtient peut ensuite choisir de déplacer ses unités en premier, ou au contraire de se donner la possibilité de réagir aux actions de l’adversaire en jouant en deuxième.  Les deux phases suivantes permettent respectivement à chacun des joueurs de déplacer leurs unités. Les joueurs y reçoivent des points d’opérations pour leurs unités, qu’ils peuvent ensuite dépenser pour réaliser des actions. Le joueur dont c’est la phase peut alors déplacer ses unités. Si, durant cette phase, il déplace une unité à côté d’une unité ennemie, son adversaire a alors la possibilité de faire réagir celle-ci en dépensant lui aussi des points d’opération. Lorsque le joueur dont c’est la phase a déplacé toutes ses unités, et que le joueur adverse a fait réagir les siennes, il peut déplacer les unités ayant été réapprovisionné et les unités de son dépôt. La même phase est ensuite répétée en inversant les possibilités offertes aux deux joueurs. Dans la dernière phase, finalisation, le programme détermine les points de victoires obtenus par chaque joueur et, si c’est le dernier tour, quel joueur remporte donc la partie. Les points de victoires sont obtenus en infligeant des pertes aux unités ennemies, en occupant des villes et en envoyant des unités loin de leur base. Si la base d’un joueur est aux mains de l’ennemi à la fin d’un tour, celui-ci perd immédiatement la partie. À la fin de cette phase, les joueurs ont également la possibilité de sauvegarder la partie. 
Pour initier un combat, une unité doit dépenser des points d’approvisionnement de d’opération suivant son type et sa nationalité. Les combats prennent également en compte un grand nombre d’autres facteurs dont son niveau d’approvisionnement, le terrain, le soutien aérien et le soutien d’autres unités. Ainsi, le manque d’approvisionnement diminue la force défensive d’une unité. À l’inverse, un terrain favorable, comme une fortification, peut accroitre la force défensive d’une unité jusqu’à la multiplier par trois. Le soutien aérien a également une influence directe sur la force d’une unité, que ce soit en attaque ou en défense. Enfin, les unités bénéficie également de la présence d’unités alliés dans la zone du combat. Une unité qui attaque gagne ainsi un bonus pour chaque unité alliée adjacente à l’unité qu’elle attaque et pour les unités alliés se trouvant sur la même case qu’elle. À l’inverse, elle perd des points d’attaque pour chaque unité ennemie se trouvant sur la même case, ou une case adjacente, que l’unité qu’elle attaque.

## Versions
Knights of the Desert est initialement publié par Strategic Simulations en 1983 sur Apple II, Atari 8-bit et TRS-80. Il est ensuite publié sur Commodore 64 à l’automne de la même année puis sur IBM PC en mars 1985,. Il est ensuite publié en France en 1984 puis au Royaume-Uni par US Gold en 1986. Toujours au Royaume-Uni, il est également publié en 1987 dans une compilation baptisée War Game Greats qui inclut également trois autres wargame publiés par Strategic Simulations : Tigers in the Snow, Battle for Normandy et Combat Leader.

## Accueil
| Knights of the Desert |      |       |
| Média                 | Nat. | Notes |
| CGW                   | US   | 2/5   |
| Jeux et Stratégie     | FR   | 4/5   |
| Tilt                  | FR   | 3/6   |
| Zzap!64               | US   | 79 %  |

À sa sortie en 1983, Knights of the Desert fait d’abord l’objet d’une critique très positive de John Gleason et Ed Curtis, du magazine Computer Gaming World, qui estiment que le jeu démontre qu’il est possible de trouver « un bon compromis entre jouabilité et réalisme » grâce à une conception et à une programmation réfléchie. Ils jugent en effet que le jeu est « relativement facile à prendre en main » tout en combinant une caractérisation précise des unités avec un système de résolution des combats raisonnablement fidèle à la réalité historique. Ils notent également qu’il parvient à capturer les sensations de la guerre du désert en Afrique du Nord et concluent que ses caractéristiques font de Knights of the Desert « une nouvelle avancée vers le wargame sur ordinateur idéal ». James Delson, du magazine Family Computing, livre également un critique très positive du jeu qu’il décrit comme « une simulation fidèle » qui offre des sensations proches de celles procurées par les wargames conventionnels tout en évitant la plupart des écueils qui desservent le genre. S’il estime que ses options, qui permettent de modifier l’équilibre des forces, en font un jeu adapté aux joueurs de tous niveaux, même s’ils n’ont jamais joué à un wargame, il explique qu’il se révèle être un vrai défi pour les joueurs débutants. Il juge également que le jeu « n’intéressera pas forcement tout le monde », car il « nécessite de la patience et de la réflexion », mais conclut que pour les joueurs suffisamment intéressés et compétents, il se révèle « une expérience provocante et propice à la réflexion ». Knights of the Desert est également salué par la critique du magazine Softline qui met en avant ses graphismes « bien exécutés » et son système de jeu « ni simple, ni simpliste » avant de conclure qu’il constitue un jeu « fluide et excitant » qui combine de manière habile les manœuvres de prise à revers et les batailles lancées qui caractérise ce théâtre de la Seconde Guerre mondiale.